# Lysitona euryacta
Lysitona euryacta är en fjärilsart som beskrevs av Edward Meyrick 1918. Lysitona euryacta ingår i släktet Lysitona och familjen äkta malar. Inga underarter finns listade i Catalogue of Life.